# Neuroterus politus
Neuroterus politus är en stekelart som beskrevs av Hartig 1840. Neuroterus politus ingår i släktet Neuroterus, och familjen gallsteklar. Arten är reproducerande i Sverige.